# Пољопривредна школа са домом ученика Футог
Пољопривредна школа са домом ученика је средња стручна школа за образовање кадрова пољопривредне, ветеринарске и хортикултурне струке.

### Историјат
Пољопривредна школа у данашњем смислу те речи почела је да ради 1947, а током свог постојања имала је неколико фаза свог развоја. Прво је била једногодишња бригадирска, затим двогодишња специјална градинарска, да би потом прерасла у средњу пољопривредну школу општег смера са трогодишњим трајањем школовања. Школа од 1949. ради по четворогодишњем програму образовања пољопривредних техничара општег смера, да би се након тога отворили одсеци за ратарство, сточарство, воћарство и виноградарство.
Пољопривредна школа је од 1975. радила у оквиру постојећег програма реформи као заједничке основе. Великим приливом ученика, 1977, прераста у Центар за образовање кадрова пољопривредно-прехрамбене струке и заједничког средњег васпитања и образовања „Др Синиша Станковић“. Под овим називом школа ради до 1993. када мења име у „Пољопривредна школа са домом ученика“.
Зграда у којој се данас налази школа била је некад велелепни дворац, саграђен 1777. године по жељи Грофа Хадика.

### Образовни профили
Четворогодишњи смерови
- Пољопривредни техничар
- Ветеринарски техничар
- Техничар пољопривредне технике
- Зоотехничар
- Техничар хортикултуре

Трогодишњи смерови
- Цвећар-вртлар
- Руковалац-механичар пољопривредне технике

### Дом ученика
У саставу школе налази се и Дом ученика. Дом ученика у Футогу је основан 1947. године, као самостална институција чија намена је била смештај, исхрана и обука бригадира за потребе привреде. Од 1977. године због промене у образовању дом улази у састав школе. Смештајни капацитет дома је 190 ученика од чега 128 дечака и 62 девојчица.
Дом ученика је смештен у следећим објектима:
- Зграда мушког дома која је саграђена 1958. године а налази се у дворишту Пољопривредне школе. Ученици су смештени у 33 собе са по 2, 3 и 4 лежаја а на располагању су им спратна купатила, учионице, ТВ сала.
- Зграда женског дома која се налази на путу Нови Сад — Бачка Паланка, у непосредној близини католичке цркве, изграђена је 1864. године, као рођендански поклон грофа Котека својој жени. Првобитно је била намењена за смештај женске сирочади аустроугарског царства које су касније служиле на двору Котекових. Зграда је одолевала зубу времена и данас је једна од најлепших у Футогу. Током 1998—99, извршена су значајна улагања у овај објекат тако да су ученице данас смештене у лепо уређеним апартманима, које чине по две собе чајна кухиња и купатило.
- Објекат за исхрану ученика изграђен 1958. године се налази у дворишту школе а чине га: трпезарија са 120 места, магацински простор, простор за припрему хране и вешерај.

Васпитни рад у дому се одвија у 8 васпитних група као и кроз рад домских секција од којих треба посебно треба поменути фудбал, кошаркашку, одбојку, стони тенис, стрељачку, драмско-литерарну, ликовну, информатичку и фото-секцију. Ученицима стоји на располагању библиотека са значајним бројем књига, како школске лектире тако и необавезне литературе. Поред тога могу користити и компјутерску учионицу, са приступом интернету.

## Галерија
- Спољашњи изглед Пољопривредне школе са домом ученика
- Двориште Пољопривредне школе са домом ученика